# Euanoma elongata
Euanoma elongata is een keversoort uit de familie kasteelkevers (Omalisidae). De wetenschappelijke naam van de soort werd in 1932 gepubliceerd door Maurice Pic.